# Tommy Haas
Thomas Mario «Tommy» Haas (Hamburg, Alemanya Occidental, 3 d'abril de 1978) és un exjugador de tennis professional alemany.
Va guanyar un total de quinze títols individuals i un més en dobles, que li van permetre arribar al segon lloc del rànquing mundial al maig de 2002. En el seu palmarès destaca la medalla de plata en els Jocs Olímpics de 2000 celebrats a Sydney (Austràlia), sent derrotat a la final individual masculina pel rus Ievgueni Kàfelnikov. Malauradament, el seu rendiment estigué afectat per greus lesions, ja que en dues ocasions estigué més d'un any sense disputar cap partit. No ha aconseguit cap títol de Grand Slam malgrat que ha disputat tres semifinals.

## Biografia
Fill de Peter i Brigitte Haas, va començar a jugar a tennis quan tenia quatre anys. Quan tenia onze anys va entrar a la famosa acadèmia de tennis de Nick Bollettieri de Brandenton (Estats Units) gràcies al gran talent que va mostrar. Des d'aquesta època ja es va establir definitivament a aquesta localitat.
El 27 gener de 2010 va aconseguir la nacionalitat estatunidenca, tot i que va seguir representant Alemanya. Aquest mateix any es va casar amb l'actriu estatunidenca Sara Foster amb la qual va tenir dues filles anomenades Valentina i Josephine. És gendre del músic i productor musical David Foster.
És un dels vuit jugadors principals que apareixen al videojoc Virtua Tennis.

## Jocs Olímpics

### Individual
| Any  | Campionat                        | Oponent a la final  | Resultat                   |
| ---- | -------------------------------- | ------------------- | -------------------------- |
| 2000 | Jocs Olímpics, Sydney, Austràlia | Ievgueni Kàfelnikov | 6−7(4), 6−3, 2−6, 6−4, 3−6 |

## Palmarès: 18 (15−1−2)

### Individual: 28 (15−13)
| Llegenda (pre/post 2009)                                 |
| -------------------------------------------------------- |
| Grand Slams (0−0)                                        |
| Jocs Olímpics Argent (1)                                 |
| Tennis Masters Cup / ATP Finals (0−0)                    |
| Grand Slam Cup (0−1)                                     |
| ATP Masters Series / ATP World Tour Masters 1000 (1−1)   |
| ATP International Series Gold / ATP World Tour 500 (4−4) |
| ATP International Series / ATP World Tour 250 (9−6)      |

| Títols per superfície |
| --------------------- |
| Dura (11−8)           |
| Gespa (2−0)           |
| Terra batuda (2−4)    |
| Moqueta (0−1)         |

| Resultat  | Núm. | Data                   | Torneig                          | Superfície   | Oponent               | Marcador                      |
| --------- | ---- | ---------------------- | -------------------------------- | ------------ | --------------------- | ----------------------------- |
| Finalista | 1.   | 13 d'octubre de 1997   | Lió, França                      | Dura (i)     | Fabrice Santoro       | 4−6, 4−6                      |
| Finalista | 2.   | 19 d'octubre de 1998   | Lió (2)                          | Dura (i)     | Àlex Corretja         | 6−2, 6−7(6), 1−6              |
| Finalista | 3.   | 11 de gener de 1999    | Auckland, Nova Zelanda           | Dura         | Sjeng Schalken        | 4−6, 4−6                      |
| Guanyador | 1.   | 15 de febrer de 1999   | Memphis, Estats Units            | Dura         | Jim Courier           | 6−4, 6−1                      |
| Finalista | 4.   | 19 de juliol de 1999   | Stuttgart, Alemanya              | Terra batuda | Magnus Norman         | 7−6(6), 6−4, 6−7(7), 0−6, 3−6 |
| Finalista | 5.   | 17 de setembre de 1999 | Grand Slam Cup, Múnic, Alemanya  | Moqueta      | Greg Rusedski         | 3−6, 4−6, 7−6(5), 6−7(5)      |
| Finalista | 6.   | 1 de maig de 2000      | Múnic, Alemanya                  | Terra batuda | Franco Squillari      | 4−6, 4−6                      |
| Finalista | 7.   | 18 de setembre de 2000 | Jocs Olímpics, Sydney, Austràlia | Dura         | Ievgueni Kàfelnikov   | 6−7(4), 6−3, 2−6, 6−4, 3−6    |
| Finalista | 8.   | 9 d'octubre de 2000    | Viena, Àustria                   | Dura (i)     | Tim Henman            | 4−6, 4−6, 4−6                 |
| Guanyador | 2.   | 1 de gener de 2001     | Adelaida, Austràlia              | Dura         | Nicolás Massú         | 6−3, 6−1                      |
| Guanyador | 3.   | 20 d'agost de 2001     | Long Island, Estats Units        | Dura         | Pete Sampras          | 6−3, 3−6, 6−2                 |
| Guanyador | 4.   | 8 d'octubre de 2001    | Viena                            | Dura (i)     | Guillermo Cañas       | 6−2, 7−6(6), 6−4              |
| Guanyador | 5.   | 15 d'octubre de 2001   | Stuttgart, Alemanya              | Dura (i)     | Max Mirnyi            | 6−2, 6−2, 6−2                 |
| Finalista | 9.   | 6 de maig de 2002      | Roma, Itàlia                     | Terra batuda | Andre Agassi          | 3−6, 3−6, 0−6                 |
| Guanyador | 6.   | 12 d'abril de 2004     | Houston, Estats Units            | Terra batuda | Andy Roddick          | 6−3, 6−4                      |
| Guanyador | 7.   | 12 de juliol de 2004   | Los Angeles, Estats Units        | Dura         | Nicolas Kiefer        | 7−6(6), 6−4                   |
| Guanyador | 8.   | 5 de febrer de 2006    | Delray Beach, Estats Units       | Dura         | Xavier Malisse        | 6−3, 3−6, 7−6(5)              |
| Guanyador | 9.   | 25 de febrer de 2006   | Memphis (2)                      | Dura (i)     | Robin Söderling       | 6−3, 6−2                      |
| Guanyador | 10.  | 24 de juliol de 2006   | Los Angeles (2)                  | Dura         | Dmitri Tursúnov       | 4−6, 7−5, 6−3                 |
| Guanyador | 11.  | 25 de febrer de 2007   | Memphis (3)                      | Dura (i)     | Andy Roddick          | 6−2, 6−3                      |
| Guanyador | 12.  | 14 de juny de 2009     | Halle, Alemanya                  | Gespa        | Novak Đoković         | 6−3, 6−7(4), 6−1              |
| Guanyador | 13.  | 17 de juny de 2012     | Halle (2)                        | Gespa        | Roger Federer         | 7−6(5), 6−4                   |
| Finalista | 10.  | 22 de juliol de 2012   | Hamburg, Alemanya                | Terra batuda | Juan Mónaco           | 5−7, 4−6                      |
| Finalista | 11.  | 5 d'agost de 2012      | Washington DC, Estats Units      | Dura         | Aleksandr Dolhopòlov  | 7−6(7), 4−6, 1−6              |
| Finalista | 12.  | 17 de febrer de 2013   | San Jose, Estats Units           | Dura (i)     | Milos Raonic          | 4−6, 3−6                      |
| Guanyador | 14.  | 5 de maig de 2013      | Múnic                            | Terra batuda | Philipp Kohlschreiber | 6−3, 7−6(3)                   |
| Guanyador | 15.  | 20 d'octubre de 2013   | Viena                            | Dura (i)     | Robin Haase           | 6−3, 4−6, 6−4                 |
| Finalista | 13.  | 9 de febrer de 2014    | Zagreb, Croàcia                  | Dura (i)     | Marin Čilić           | 3−6, 4−6                      |

### Dobles: 1 (1−0)
| Resultat  | Núm. | Data                | Torneig                | Superfície | Parella        | Oponents                      | Marcador |
| --------- | ---- | ------------------- | ---------------------- | ---------- | -------------- | ----------------------------- | -------- |
| Guanyador | 1.   | 9 de febrer de 2009 | San Jose, Estats Units | Dura (i)   | Radek Štěpánek | Rohan Bopanna Jarkko Nieminen | 6−2, 6−3 |

### Equips: 2 (2−0)
| Resultat  | Núm. | Data               | Torneig                            | Superfície   | Equip                                        | Oponents                                                         | Marcador |
| --------- | ---- | ------------------ | ---------------------------------- | ------------ | -------------------------------------------- | ---------------------------------------------------------------- | -------- |
| Guanyador | 1.   | 1998               | Copa del món, Düsseldorf, Alemanya | Terra batuda | Boris Becker Nicolas Kiefer David Prinosil   | Ctislav Doseděl Petr Korda Cyril Suk Daniel Vacek                | 3−0      |
| Guanyador | 2.   | 21 de maig de 2005 | Copa del món, Düsseldorf           | Terra batuda | Nicolas Kiefer Florian Mayer Alexander Waske | Guillermo Cañas Juan Ignacio Chela Guillermo Coria Gastón Gaudio | 2−1      |

## Trajectòria

### Individual
| Open d'Austràlia | A   | A           | 1R          | SF          | 2R    | 2R          | SF          | A           | A     | 2R          | 4R          | SF          | A     | 3R          | 3R          | A           | 2R    | 1R          | 1R          | A           | A   | 1R   | 0 / 14    | 26 – 14   |
| Roland Garros | A   | A           | 1R          | 3R          | 3R    | 2R          | 4R          | A           | 1R    | 3R          | 3R          | A           | A     | 4R          | A           | 1R          | 3R    | QF          | 1R          | A           | A   | A    | 0 / 13    | 21 – 13   |
| Wimbledon | A   | 2R          | 3R          | 3R          | 3R    | 1R          | A           | A           | 2R    | 1R          | 3R          | 4R          | 3R    | SF          | A           | 1R          | 1R    | 4R          | A           | 2R          | A   | 1R   | 0 / 16    | 24 – 15   |
| US Open | 1R  | 3R          | 2R          | 4R          | 2R    | 4R          | 4R          | A           | QF    | 3R          | QF          | QF          | 2R    | 3R          | A           | 3R          | 1R    | 3R          | A           | 1R          | A   | A    | 0 / 17    | 34 – 17   |
| Jocs Olímpics | A   | No celebrat | No celebrat | No celebrat | 2n    | No celebrat | No celebrat | No celebrat | 2R    | No celebrat | No celebrat | No celebrat | A     | No celebrat | No celebrat | No celebrat | A     | No celebrat | No celebrat | No celebrat | A   | NC   | 0 / 2     | 6 – 2     |
| Victòries − Derrotes | 4−3 | 22−17       | 41−26       | 47−26       | 36−22 | 57−21       | 45−21       | 0−0         | 37−22 | 33−24       | 49−21       | 39−17       | 18−14 | 31−17       | 3−4         | 7−12        | 31−16 | 47−21       | 14−11       | 2−9         | 0−0 | 6−14 | 569 – 338 | 569 – 338 |
| Rànquing a final d'any | 170 | 45          | 34          | 12          | 23    | 8           | 11          | −           | 17    | 45          | 11          | 12          | 82    | 17          | 372         | 205         | 21    | 12          | 77          | 470         | −   | 252  |           |           |
| Llegenda: G: Guanyador; F: Finalista; SF: Semifinalista; QF: Quarts de final; Q: Qualificació; A: Absent; RR: Round Robin |     |             |             |             |       |             |             |             |       |             |             |             |       |             |             |             |       |             |             |             |     |      |           |           |

## Guardons
- ATP Comeback Player of the Year (2004, 2012)